# Sorbara
Sorbara (Surbèra in dialetto modenese) è una frazione di circa 3 800 abitanti del comune di Bomporto, in provincia di Modena.
Si è sviluppata sulla strada statale 12 dell'Abetone e del Brennero, a destra del fiume Secchia. Dista 3 km dal capoluogo comunale e circa 17 km dal capoluogo di provincia. Sorge a 27 metri sul livello del mare.
Nel centro del paese si erge la Pieve matildica distrutta durante la battaglia di Sorbara del 2 luglio 1084 e fatta ricostruire dalla contessa Matilde di Canossa in segno di riconoscenza per la vittoria sulle truppe di Enrico IV ottenuta in questa battaglia. 
A causa del terremoto che ha colpito la bassa modenese il 20 e 29 maggio 2012, la Pieve ha subito danni strutturali ed è rimasta per anni non accessibile. Nel 2019 è stata riaperta dopo una lunga ristrutturazione.
Il 19 gennaio 2014 la parte del territorio del paese confinante a sud con Bastiglia e a est con Bomporto è stata raggiunta dall'acqua del fiume Secchia che fortunatamente non è arrivata al centro abitato.
Famoso è il Lambrusco di Sorbara, vino DOC prodotto nelle cantine sorbaresi, al quale è dedicata una festa che dal 1976 si svolge solitamente nel secondo e terzo fine settimana di settembre. Le sagre paesane sono: Sant'Agata, patrona di Sorbara, il 5 febbraio; la Madonna del Carmelo, il 16 luglio. Nel 2005 è stata istituita la Festa Matildica, il primo fine settimana di luglio, in onore di Matilde di Canossa.
È presente un gruppo scout, il Sorbara 1, attivo nel territorio dal 1982.